# راف دي غريغوريو
راف دي غريغوريو (بالإنجليزية: Raf de Gregorio)‏ هو لاعب كرة قدم نيوزيلندي في مركز الوسط، ولد في 20 مايو 1977 في ويلينغتون في نيوزيلندا. شارك مع منتخب نيوزيلندا لكرة القدم. أما مع النوادي، فقد لعب مع تيم ويلينغتون ونادي بوهيميان ونادي دوردريخت ونادي كلايد ونادي هلسنكي.

## وصلات خارجية
- راف دي غريغوريو على موقع الاتحاد الدولي (مؤرشف)  (الإنجليزية)
- راف دي غريغوريو على موقع قاعدة بيانات كرة القدم.إي يو (الإنجليزية)
- راف دي غريغوريو على موقع ناشيونال فوتبول تيمز (الإنجليزية)